# Euxesta antillarum
Euxesta antillarum är en tvåvingeart som först beskrevs av Justin Pierre Marie Macquart 1851.
Euxesta antillarum ingår i släktet Euxesta och familjen fläckflugor. Inga underarter finns listade i Catalogue of Life.